# Balıklı, Altıeylül
Balıklı là một xã thuộc huyện Altıeylül, tỉnh Balıkesir, Thổ Nhĩ Kỳ. Dân số thời điểm năm 2010 là 1.627 người.